# Mike Scott (baloncestista)
James Michael "Mike" Scott (Chesapeake, Virginia, 16 de julio de 1988) es un jugador de baloncesto estadounidense que actualmente se encuentra sin equipo. Con 2,01 metros de estatura, juega en la posición de ala-pívot.

## Trayectoria deportiva

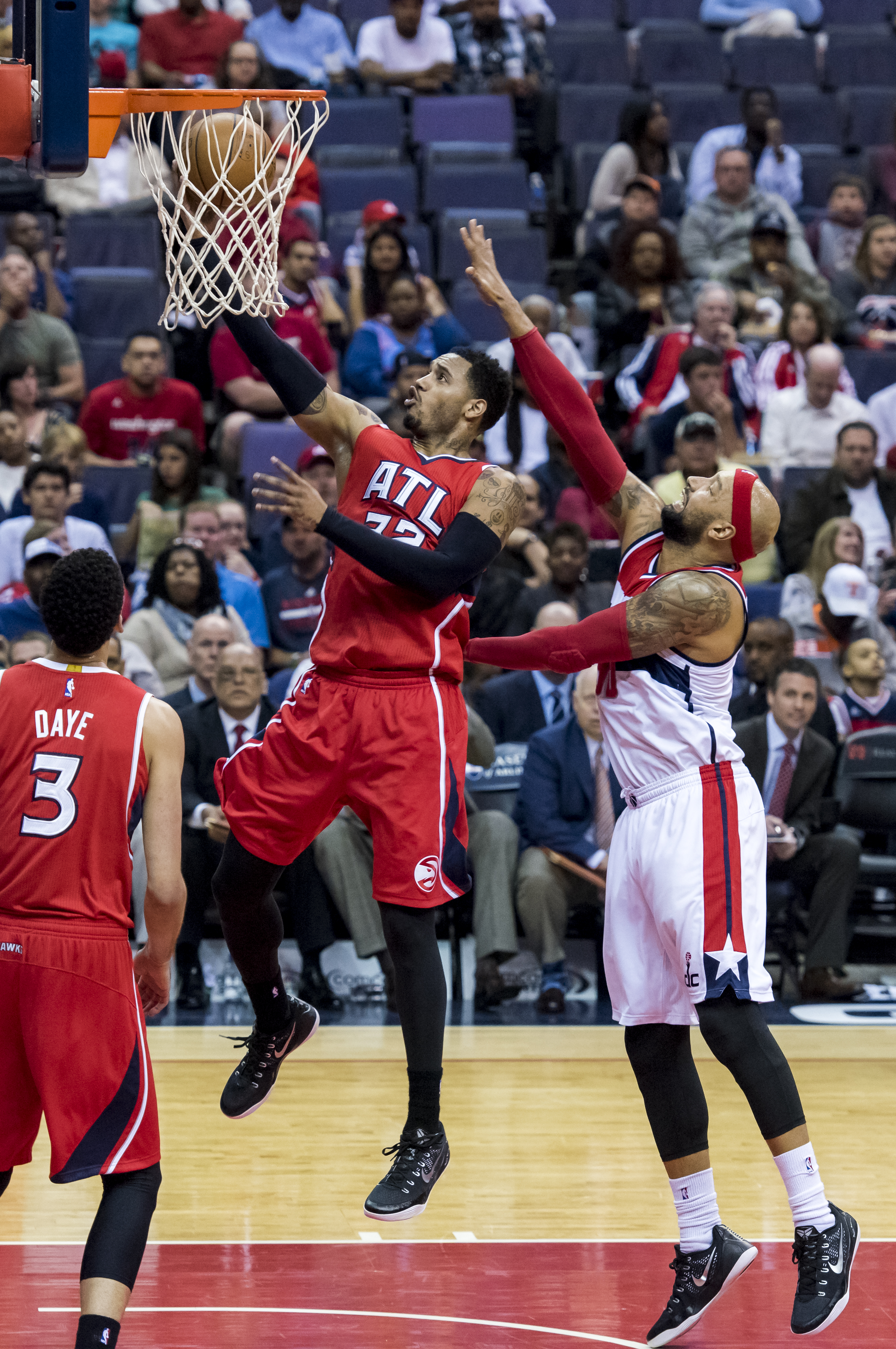
Mike Scott haciendo un lay up, en la temporada 2014-2015, cuando militaba en Atlanta Hawks.

### Universidad
Jugó durante cinco temporadas con los Cavaliers de la Universidad de Virginia, en las que promedió 11,9 puntos, 7,3 rebotes y 1,0 asistencias por partido. Poco después de comenzada su temporada sénior se lesionó de gravedad en la rodilla izquierda, debido a lo cual tuvo la opción de jugar un quinto año en su universidad. en esa última temporada fue uno de los jugadores más destacados de la Atlantic Coast Conference, promediando 18,0 puntos y 8,3 rebotes, y liderando la conferencia en porcentaje de tiros de campo, lo que le valió para ser elegido en el mejor quinteto de la misma.

### Profesional
Fue elegido en la cuadragésimo tercera posición del Draft de la NBA de 2012 por Atlanta Hawks. Debutó como profesional el 11 de noviembre ante Los Angeles Clippers.
El 9 de julio de 2017, Scott fichó por los Washington Wizards.
El 9 de julio de 2018 firmó contrato con Los Angeles Clippers.
El 6 de febrero de 2019, es traspasado, junto a Boban Marjanovic y Tobias Harris a Philadelphia 76ers a cambio de Landry Shamet, Wilson Chandler y Mike Muscala. Ese verano, el 11 de julio de 2019, renueva por 2 años con los 76ers.
El 19 de diciembre de 2022, firma por el SLUC Nancy de la Pro A, la primera categoría del baloncesto francés.
En mayo de 2023 firma por los Gigantes de Carolina de la BSN de Puerto Rico, allí lidera al equipo a su primer campeonato liguero y es nombrado MVP de las finales.
Tras su breve paso por Puerto Rico, en agosto de 2023, se marcha a Francia a firmar por el ASVEL Villeurbanne de la LNB y la Euroliga.

## Estadísticas de su carrera en la NBA

### Temporada regular
| Año     | Equipo       | PJ  | PT | MPP  | %TC  | %3P  | %TL  | RPP | APP | ROB | TPP | PPP |
| ------- | ------------ | --- | -- | ---- | ---- | ---- | ---- | --- | --- | --- | --- | --- |
| 2012-13 | Atlanta      | 40  | 1  | 9.4  | .476 | .000 | .768 | 2.8 | .3  | .1  | .1  | 4.6 |
| 2013-14 | Atlanta      | 80  | 6  | 18.5 | .479 | .310 | .780 | 3.6 | .9  | .4  | .1  | 9.6 |
| 2014-15 | Atlanta      | 68  | 0  | 16.5 | .444 | .344 | .792 | 2.9 | 1.1 | .4  | .0  | 7.8 |
| 2015-16 | Atlanta      | 75  | 0  | 15.3 | .468 | .392 | .794 | 2.7 | 1.0 | .3  | .2  | 6.2 |
| 2016-17 | Atlanta      | 18  | 0  | 10.8 | .293 | .148 | .875 | 2.1 | .9  | .2  | .2  | 2.5 |
| 2017-18 | Washington   | 76  | 1  | 18.5 | .527 | .405 | .658 | 3.3 | 1.1 | .3  | .1  | 8.8 |
| 2018-19 | LA Clippers  | 52  | 0  | 14.4 | .400 | .391 | .667 | 3.3 | .8  | .3  | .2  | 4.8 |
| 2018-19 | Philadelphia | 27  | 3  | 24.0 | .400 | .412 | .667 | 3.8 | .8  | .3  | .2  | 7.8 |
| 2019-20 | Philadelphia | 68  | 11 | 17.8 | .426 | .369 | .811 | 3.6 | .8  | .3  | .1  | 6.0 |
| 2020-21 | Philadelphia | 51  | 12 | 16.7 | .360 | .342 | .667 | 2.4 | .8  | .5  | .3  | 4.2 |
| Total   | Total        | 555 | 34 | 16.5 | .453 | .362 | .757 | 3.1 | .9  | .3  | .1  | 6.7 |

### Playoffs
| Año   | Equipo       | PJ | PT | MPP  | %TC  | %3P  | %TL   | RPP | APP | ROB | TPP | PPP  |
| ----- | ------------ | -- | -- | ---- | ---- | ---- | ----- | --- | --- | --- | --- | ---- |
| 2013  | Atlanta      | 4  | 0  | 5.0  | .500 | .000 | .750  | 1.8 | .3  | .0  | .0  | 3.3  |
| 2014  | Atlanta      | 7  | 0  | 20.9 | .365 | .323 | .714  | 2.6 | .4  | .1  | .0  | 9.4  |
| 2015  | Atlanta      | 11 | 0  | 15.6 | .382 | .154 | 1.000 | 4.2 | .5  | .5  | .0  | 4.5  |
| 2016  | Atlanta      | 10 | 0  | 16.1 | .625 | .500 | .875  | 3.2 | .5  | .3  | .3  | 6.5  |
| 2018  | Washington   | 6  | 0  | 21.0 | .634 | .636 | 1.000 | 3.5 | .7  | .3  | .2  | 10.8 |
| 2019  | Philadelphia | 10 | 0  | 19.3 | .447 | .353 | 1.000 | 3.4 | .5  | .3  | .0  | 5.6  |
| 2020  | Philadelphia | 4  | 0  | 5.0  | .200 | .000 | 1.000 | 2.0 | .3  | .0  | .0  | 1.5  |
| 2021  | Philadelphia | 5  | 0  | 6.8  | .222 | .286 | —     | .6  | .6  | .2  | .2  | 1.2  |
| Total | Total        | 57 | 0  | 15.3 | .459 | .336 | .857  | 3.0 | .5  | .3  | .1  | 5.7  |